# Дрібнокаліберна автоматична гармата

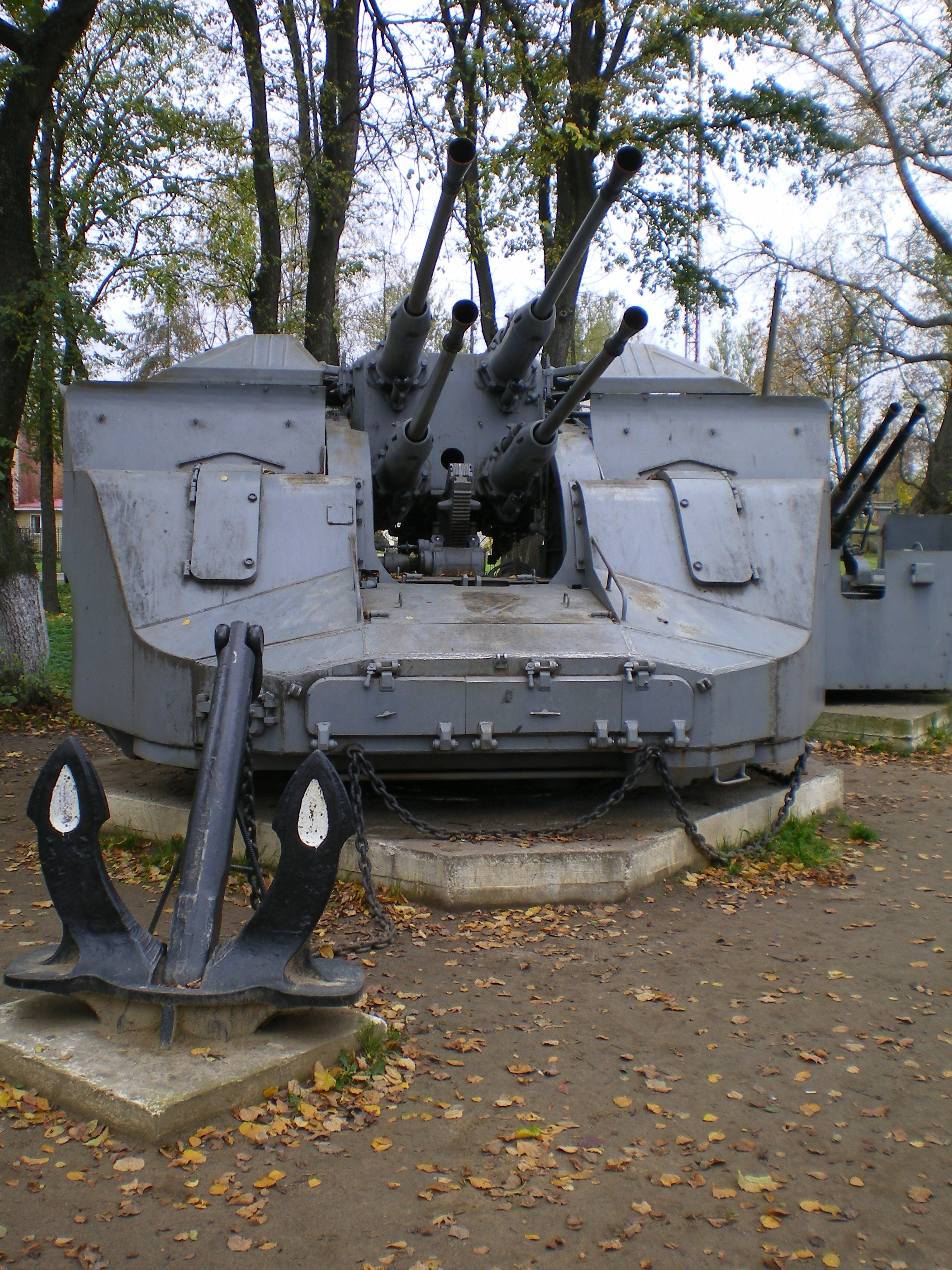
Чотириствольна зенітна 45-мм автоматична установка СМ-20-ЗІФ, Шліссельбург, музей під відкритим небом «Відлуння великих битв».

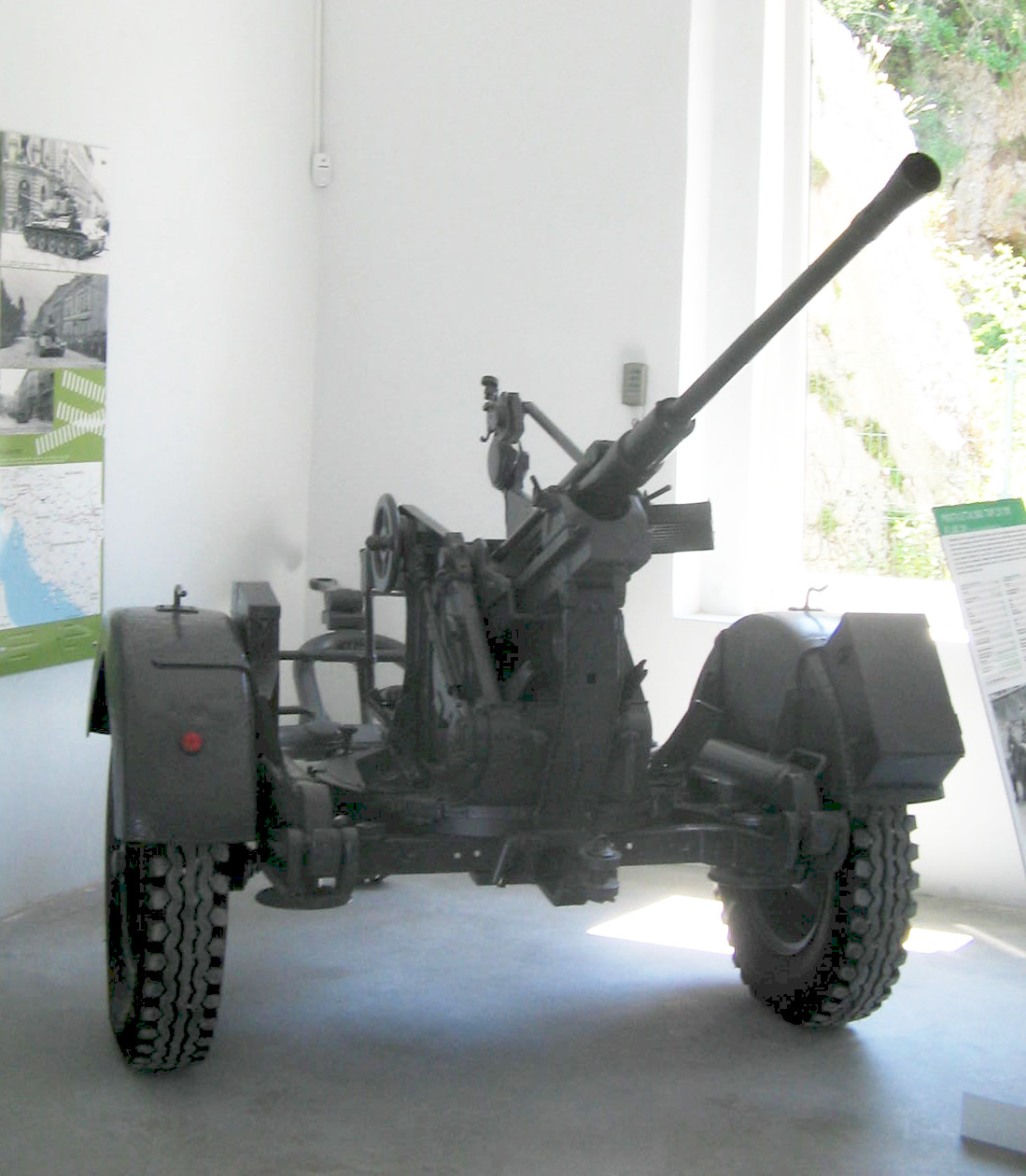
20-мм автоматична гармата Flak 30 на колісному лафеті

Дрібнокаліберна автоматична гармата (також швидкострільна автоматична гармата) — вид (тип) автоматичної зброї, калібр якої перевищує калібр стрілецької зброї (гвинтівки і кулемети), але менше калібру польової артилерії.
Досі не існує однозначного і загальновизнаного найменшого значення калібру зброї, з якого воно належить до дрібнокаліберних гармат, однак поширеним значенням є 15 мм, або 20 мм. Верхньою межею діапазону калібрів заведено вважати 50 (57) мм. Характерною відмінністю дрібнокаліберних гармат є наявність автоматичних пристроїв перезарядження і вищий темп стрільби. Снаряди дрібнокаліберних гармат характеризуються наявністю ведучого пояска і центруючого потовщення.
Раніше, в період Нацистсько-радянської війни, в спеціалізованій літературі застосовували назву дрібнокаліберна артилерія.

## Історія

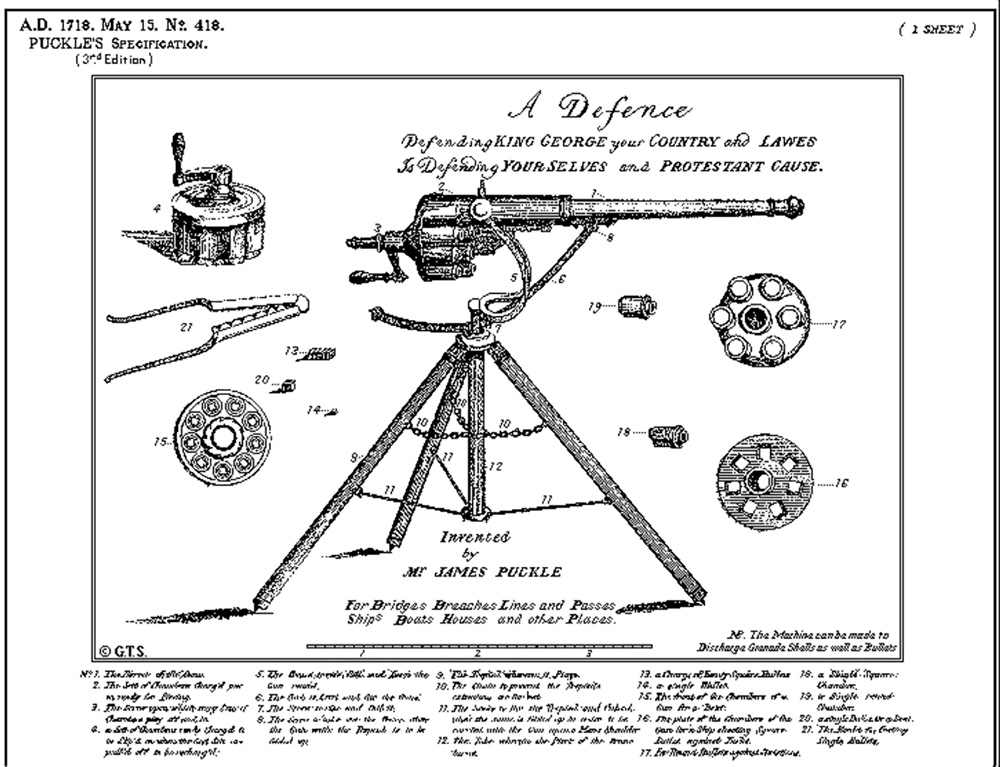
Листівка про запатентований у 1718 році «кулемет» Джеймса Пакла; також зображені барабани для круглих і квадратних куль

Ще в XVIII столітті було винайдено зброю, яка випередила свій час — 32-мм рушницю Пакла.
У 1883 році американським інженером Х. С. Максимом була створена дрібнокаліберна 37 мм автоматична гармата.. Спочатку автоматичні гармати використовувалися головним чином на кораблях для боротьби з міноносками і мінними катерами. У період Першої світової війни дрібнокаліберні автоматичні гармати періодично використовувалися як зенітні гармати, рідше — як Артилерія і засіб озброєння бронеавтомобілів і бронепоїздів.
Вперше легка скорострільна гармата була розроблена понад 80 років тому і призначалася для установкина літаку. Родоначальником дрібнокаліберних автоматичних гармат прийнято вважати 20 мм гармату Беккера масою 30 кг і темпом стрільби 350 пострілів в хвилину. Бойове застосування цієї гармати почалося в 1918 році на завершальному етапі Першої світової війни. На її основі швейцарською фірмою Semag (Seebach Maschinenbau AG, згодом Oerlikon), було створено сімейство автоматичних гармат різного призначення. У 1940-ві роки 20 мм авіаційні гармати замінили собою кілька кулеметів, як звичайного калібру, так і великокаліберних, широко застосовувалися в той час, підвищивши ефективність дії зброї по повітряним і наземним цілям. В результаті збільшення калібру зброї з'явилася можливість спорядження корпусу снаряда вибуховою речовиною і розміщення в ньому детонатора, який забезпечував підрив снаряда при зустрічі з ціллю. Утворені при розриві снаряда високошвидкісні осколки корпусу значно збільшили ймовірність ураження цілі. Приблизно в той же час, між двома світовими війнами, були створені швидкострільні зенітні гармати для захисту сухопутних військ і кораблів від літаків, що діють на малих висотах, наприклад, німецька 20 мм гарматаFlak 30 (1920-х розроблена в роках). Також, наприкінці 1930-х — початку 1940-х років набули поширення 20 мм автоматичні гармати (створені на базі зенітних або авіаційних), що встановлювалися на легких танках і бронеавтомобілях (наприклад, на німецькому бронеавтомобілі Sd.Kfz.232 (1932 рік), танку Pz.II (1936 рік), італійському танку L6/40 (1939 рік) і радянському танку Т-60 (1941 рік). Висока практична швидкострільність близько 250 пострілів в хвилину, в той час, була реалізована в калібрі 20 мм. І в цьому випадку збільшений об'єм снаряда і спорядження його вибуховою речовиною дозволили збільшити ймовірність ураження швидкісних цілей.

## Сучасний стан

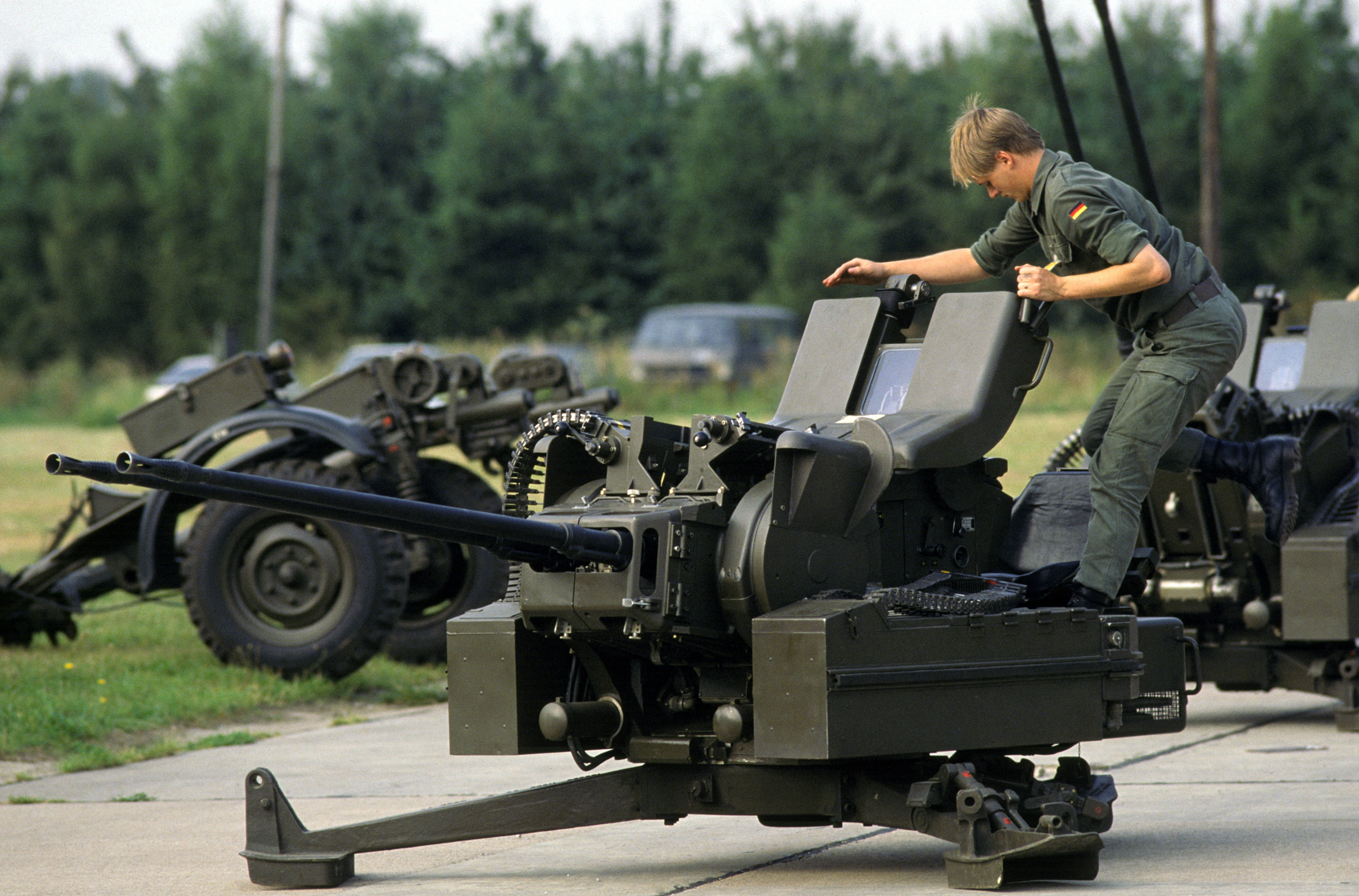
Спарена зенітна установка Flak 20mm Zwilling 1095 на базі гармати «Рейнметалл» Rh202 (боєприпас 20×139 мм).

1960-ті роки ознаменувалися появою механізованих з'єднань сухопутних військ і широким використанням бронетранспортерів (БТР). БТР призначалися для захисту особового складу від вогню стрілецької зброї, в зв'язку з чим виникла необхідність ураження вогнем дрібнокаліберної артилерії і цього типу бронемашин. Необхідно сказати, що сам БТР є найбільш підходящим носієм дрібнокаліберної гармати. Одночасно для ураження захищених (броньованих) цілей необхідно інший тип боєприпасу порівняно з розривним снарядом, укомплектованим детонатором ударної дії. Для цього необхідний боєприпас, кінетична енергія якого використовується для пробиття броні, — патрон з бронебійним або з бронебійним підкалиберним снарядом. Зенітна гармата або артилерійський автомат виявилася досить ефективною в цьому призначенні завдяки високій початковій швидкості снаряда. Ймовірно, тому цілий ряд дрібнокаліберних гармат конструктивно ґрунтується на більш ранніх розробках зенітних систем. У 1960-ті і 70-ті роки на озброєння сухопутних військ країн НАТО у великій кількості надходили 20 мм системи: «Іспано-Сюіза» HS.820, «Ерлікон» 204К, «Ерлікон» 5TG тощо. Одним із завдань зазначених систем було ураження БТР противника — в той час з протикульовим бронюванням, — для чого в боекомплекті гармат були патрони з бронебійним каліберним снарядом, підкаліберним з твердим сердечником, пізніше підкаліберним, з піддоном який відділявся, снарядами.
Діапазон типових цілей сучасних скорострільних гармат практично не змінився. Розвиток БТР призвів до появи бойових машин піхоти (БМП) з посиленим бронюванням. Дрібнокаліберна автоматична гармата є основним озброєнням сучасних БМП. Разом з тим, рішення задачі ураження бронезахисту існуючих і перспективних цілей пов'язано з необхідністю поліпшення тактико-технічних характеристик існуючих артилерійських систем. Зазначеного можна досягти виключно збільшенням калібру зброї. З моменту появи першої скорострільною гармати спостерігається безперервне зростання рівня захищеності всіх типів цілей, відображенням чого є стійка тенденція підвищення калібрів гармат і створення спеціалізованих снарядів бронебійної дії.
З 1980-х років дрібнокаліберні автоматичні гармати займають міцне місце в наступних основних областях:
- Озброєння бойових броньованих машин (ББМ) легкої вагової категорії
- Легкі зенітні артилерійські системи
- Артилерійські комплекси ВМФ — зенітні і допоміжного призначення
- Комплекси озброєння літаків і вертольотів

Починаючи з 1980-х років були створені спеціалізовані зенітні артилерійські комплекси ППО для боротьби з ракетами, вертольотами та іншими літальними апаратами.
Авіаційні пушки в результаті тривалого розвитку представляють одну з найскладніших систем, які встановлюються налітальних апаратах. Вони характеризуються високим темпом стрільби і оснащені складними системами подачі боєприпасів. До нових видів озброєння, які з'явилися на полі бою, відносяться ударні вертольоти. Дрібнокаліберна гармата, в свою чергу, є одним з основних видів озброєння цього ефективного носія.

### Загальні вимоги
Дрібнокаліберні гармати є складним видом озброєння, до якого пред'являються вимоги забезпечення високого темпу стрільби, високих початкових швидкостей і високої точності стрільби. Калібри зброї повинні бути достатніми для використання нових, боєприпасів, які постійно вдосконалюються, необхідних для ураження сучасних високозахищених цілей. Крім того, оскільки гармати встановлюються на різних носіях, вони повинні мати невеликі масу і розміри.

## Перспективні напрямки розвитку дрібнокаліберної артилерії

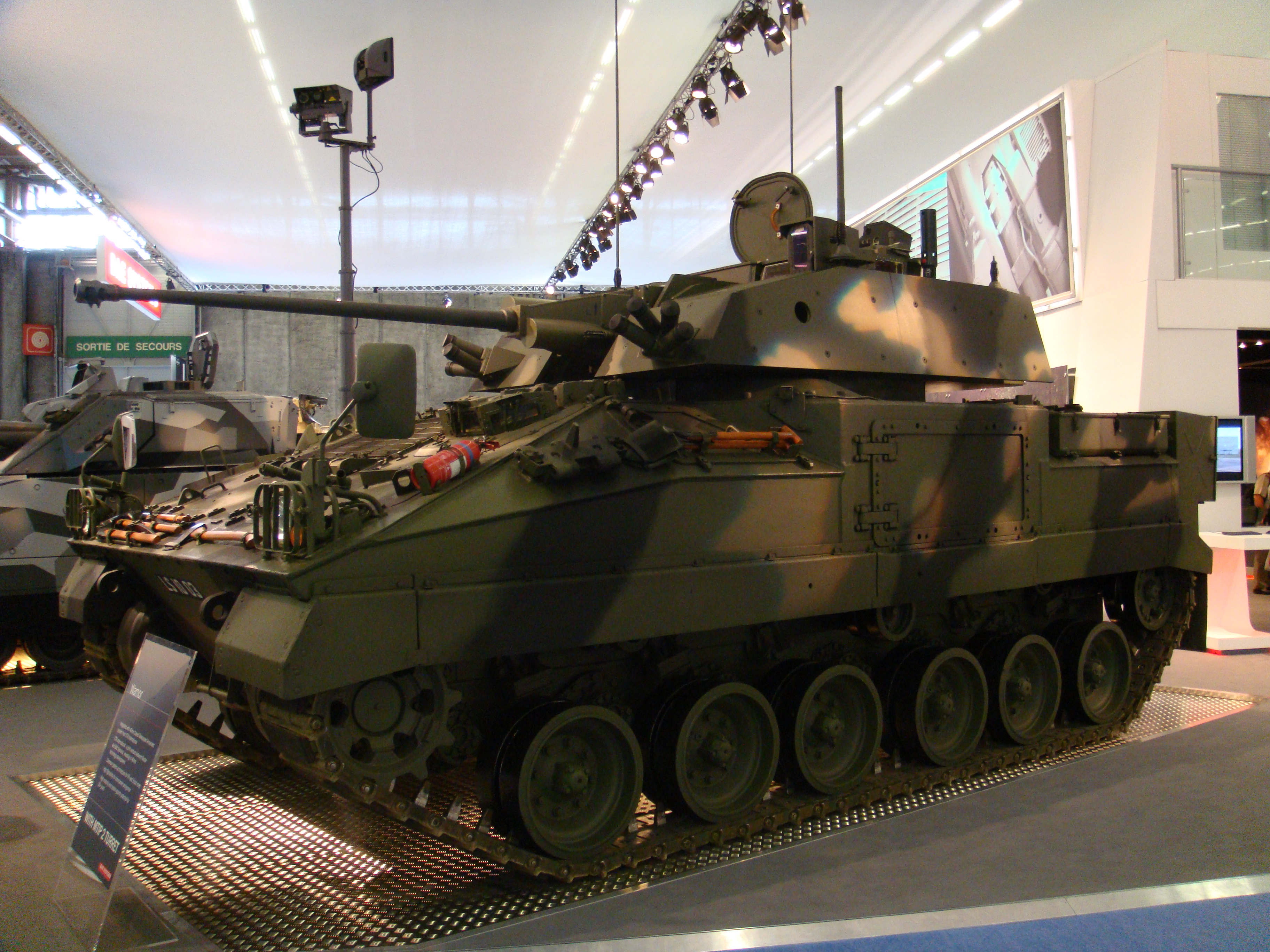
Британська БМП «Уорріор» з новою баштою MTIP2 і 40 мм гарматою СТ40 під телескопічний патрон.

- Збільшення калібру автоматичних гармат, призначених для озброєння бойових броньованих машин сухопутних військ з 25—30 до 35—40—50 мм, пов'язане з ростом захищеності всіх типів цілей[10]. Збільшення калібру понад 30 мм, зокрема, дозволяє реалізувати схему програмованого повітряного (керованого) підриву з раціональним виходом маси металу корпусу снаряда в осколкові елементи, ефективні по живій силі в сучасних засобах індивідуального броньового захисту (ЗІБ) . Постріл з бронебійним снарядом типу БОПС в калібрах підвищеного могутності (d 35 … 57 мм) забезпечує виведення з ладу (по типу «неможливість пересування») БМП, які стоять на озброєнні при одиничному попаданні.
- Бікаліберні системи зі змінними стволами калібрів 30/40 мм і 35/50 мм[10][11];
- Гармати з нелінійної системою заряджання і боєприпасами телескопічного типу;
- Стійка тенденція зростання максимального тиску зарядної камори з 470 МПа (штатних систем 25 × 137 мм і 30 × 173 мм) до 500—550 МПа (для перспективних систем підвищеної могутності). Останнє передбачає, поряд зі зростанням напруженості балістичного рішення, застосування стволових сталей підвищених міцності і надійності, використання сучасних методів проектування, розрахунку на міцність і моделювання процесів динамічного навантаження.
- Зниження технічного розсіювання при стрільбі з орієнтиром на реалізовані значення перспективних систем із зовнішнім приводом автоматики «Бушмастер II», «Бушмастер III» і CT40 до значень ≤ 0,3 мрад одиночними пострілами і ≤ 0,5 мрад при стрільбі чергою.

### Бікаліберна гармата
Будова бікаліберної гармати зі змінними стволами дозволяє змінювати калібр системи, тобто могутність зброї, простою операцією перестволення при внесенні незначних змін в систему подачі, і базується на збереженні габаритних розмірів патронів обох систем: однакових довжин патронів і діаметрів донних частин гільз. Перевагою бікаліберних систем є мінімальні витрати при переході на більший калібр, пов'язані з єдиними уніфікованими вузлами систем меншого і великого калібрів.
Одним з негативних моментів бікаліберної гарматної системи є обмеження довжини патрона більшого калібру відповідним значенням нижчого патрона, і, відповідно, обмеження його дульной енергії. У сучасних системах для парирування цього недоліку патрон більшого калібру може виконуватися за схемою гільзового телескопічного пострілу, тобто патрона, в якому снаряд повністю втоплений в циліндричної гільзі і знаходиться в оточенні метальної заряду. Патрону більшого калібру (50 мм) гармати Rh503 розробником, фірмою «Рейнметалл» наприкінці 1980-х рр. присвоєно найменування (англ.) Supershot — суперпостріл. За аналогією в США 40-мм постріл до бікаліберної гармати MK44 отримав найменування SuperForty або скорочено S40mm.
Бікаліберними гарматами є 15/20 мм «Маузер» MG-151, 35/50 мм гармати Рейнметалл Rh 503 і «Бушмастер IV», а також бікаліберна 30/40 мм гармата MK44 або «Бушмастер II».
За принципом дії автоматики дрібнокаліберні гармати можуть бути наступних типів
- Віддача ствола і зчепленого з ним затвора
  - з довгим ходом ствола: «Бофорс» L70; «Рарден»
  - з коротким ходом ствола: MG 151, ГШ-30-1
- Вільний затвор: МК 108
- Газовідведення з каналу ствола в газову комору: переважна більшість радянських / російських і зарубіжних дрібнокаліберних гармат, в тому числіHispano-Suiza HS.404, НР—30 и др.
- Револьверна гармата: Mauser MG213C, M39, ADEN и DEFA, Mauser BK-27
- Система Гатлінга з блоком стволів які обертаються: M61 Vulcan
- Гармата з нелінійною системою заряджання і боєприпасами телескопічного типу: CT40[12]

## Типи боєприпасів
Відзначається поширена в країнах НАТО протягом останніх десятиліть практика першочергової «модернізації» боєкомплектів, які стоять на озброєнні артилерійських систем, яка складається з прийняття нових боєприпасів підвищеної ефективності, на противагу нарощуванню калібрів артилерійських комплексів. Зокрема в результаті введення в боєкомплект сучасних пострілів з бронебійними опереними підкаліберними снарядами, снарядами повітряного підриву з програмованими багатофункціональними детонаторами (типів ABM, PABM, 3Р і аналогічних), а також пострілів нового покоління типів FAPDS, PELE тощо, призначених для ураження неброньованих і легкоброньованих цілей, і які не містять заряду вибухової речовини та підривника. Тим самим, в сукупності досягається підвищення ефективності вражаючої дії по широкому комплексу цілей і, відповідно, підвищення виживання носія озброєння без збільшення його калібру.
Відносно до артсистем, які встановлюються на бойових броньованих машинах легкої категорії, основним типом боєприпасу для ураження броньованих цілей в калібрах 25…30…35 і 40 мм є бронебійний снаряд високого подовження з опереним підкаліберним сердечником з важкого сплаву. Для 40 мм патронів з традиційною гільзою пляшкової форми («Бофорс» 40х365 мм) і для патрона нової компоновочной схеми (телескопічний постріл) забезпечується бронепробиття не гірше 100 мм/60 °/1500 м з перспективою його збільшення на 15-25 % за рахунок вдосконалення метальної заряду і матеріалів піддону.
Практично всі перспективні комплекси озброєння призначені для стрільби боєприпасами керованого підриву з реалізацією стандартизованої в країнах НАТО схеми програмування підривника снарядів типу AHEAD (надульного програматора), або в трактах живлення гарматних систем («Бушмастер II», «Рейнметалл» Rh503, «Бофорс» L70 і CT40. При підриві боєприпасів дистанційного керованого підриву типу PABM (Programmable Air Burst Munition) забезпечується задана ефективність осколкового ураження захищеної живої сили в ЗІБ.

### Деякі набої
Друга Світова війна
- 20×99 мм ШВАК і Б—20
- 20×82 мм MG 151
- 20×110 мм Hispano—Suiza HS.404
- 23×115 мм НС-23 и НР-23
- 23×153 мм ВЯ-23
- 30×91 мм MK 108
- 30×185 мм MK 101 і MK 103

Післявоєнний період
- 20×102 мм M39, M61 Vulcan, M168, XM301
- 20×128 мм Oerlikon 5TG
- 20×139 мм Hispano-Suiza HS.820, Rheinmetall Rh202
- 23×115 мм АМ-23 и ГШ-23
- 23×152 мм B ЗУ-23 и ЗСУ-23-4
- 23×260 мм Р-23
- 25×137 мм Oerlikon KBA, M242 Bushmaster
- 27×145 мм Mauser BK27
- 30×113 мм B ADEN/DEFA, GIAT 30 M781, Hughes M230
- 30×150 мм GIAT 30 M791
- 30×165 мм 2А42, 2А72, 6К30ГШ, АК-630
- 30×170 мм RARDEN, HS.831L, Oerlikon KCB
- 30×173 мм GAU-8/A, Mauser Mk30, Mark 44
- 35×228 мм Oerlikon KDA, KDB, KDC, KDE, KDF